# Claydee
Klejdi Llupa, znany też jako Beetkraft, Claydee i Claydee Lupa (ur. 7 czerwca 1985 w Tiranie) – albański piosenkarz, autor tekstów i producent muzyczny, a także tancerz.

## Życiorys

### Dzieciństwo i edukacja
Urodził się  w Tiranie. W wieku czterech lat wraz z rodziną przeprowadził się do Aten. Jako nastolatek trenował taniec towarzyski.
W 2006 ukończył naukę na Wydziale Inżynierii Dźwięku na International Technology College. Rok później zdobył tytuł licencjata na Middlesex University.

### Kariera

#### Jako producent
Po ukończeniu studiów zaczął pracować w greckim oddziale MTV. W 2010, razem z Evanem Klimasem stworzył wytwórnię Down2Earth Records. W tym samym roku zaczął tworzyć swoje pierwsze utwory jako producent muzyczny, przybrał wówczas pseudonim Beetkraft. Jego pierwszą wyprodukowaną piosenką został singiel „The End”, którą nagrał Reckless. W tym samym roku, pod prawdziwym imieniem i nazwiskiem napisał oraz wyprodukował utwór „Last Summer” zaśpiewany przez Nikosa Ganosa. Piosenka zdobyła tytuł „Nagrania roku” podczas gali MADTv Awards 2011. 
W 2011, razem z duetem Playmen napisał utwór „Tonight” śpiewany przez Tamtę Goduadze. W kolejnych latach, jako Beetkraft, stworzył piosenki, takie jak m.in. „Agries diatheseis” dla Kostasa Martakisa, „Niose tin Kardia” dla Tamtej i „To allo su miso” dla Sakisa Ruwasa. Pod prawdziwymi personaliami napisał utwory, takie jak m.in. „Taksidepse me” dla Stratosa „Stana” Antipariotisa, „Hey you!” dla Nikki Ponte, „Na m’agapas” i „Telo" dla Dimension-X oraz „Chiki-Chiki” i „Heleya” dla Nicole Paparistodemu.

#### Jako solowy artysta

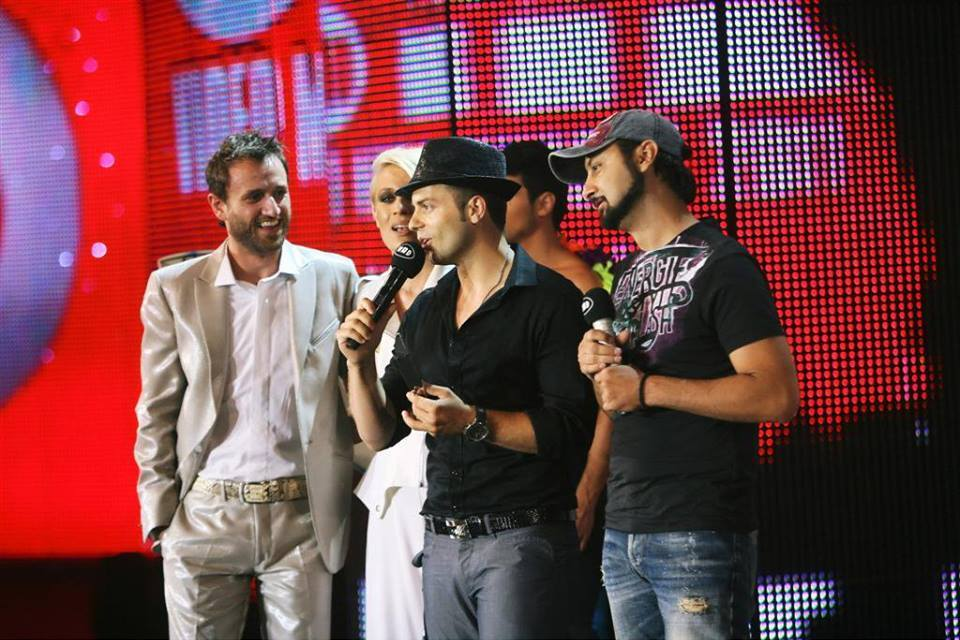
Claydee na gali MADTv Awards 2011

Równolegle z tworzeniem utworów dla innych wykonawców, Klejdi Llupa rozwijał się jako solowy artysta i zaczął tworzyć pod pseudonimem Claydee. W 2010 roku ukazał się jego debiutancki, solowy singiel „Call Me”. Teledyk do piosenki zdobył nagrodę na gali MADTv Awards 2011 w kategorii „Najlepszy klip dance”. W 2011 premierę miał singiel „Deep Inside”. Kolejnym singlem została piosenka „Mamacita Buena”, nagrana z Kostasem Martakisem. Utwór stał się przebojem, dotarł m.in. do pierwszego miejsca greckiej listy przebojów, a teledysk do niego osiągnął wynik ponad 59 milionów wyświetleń w serwisie YouTube. W 2012 Claydee był nominowany do Europejskiej Nagrody Muzycznej MTV dla najlepszego greckiego wykonawcy.
W 2013 wydał singiel „Sexy Papi”, który stał się międzynarodowym przebojem. Piosenka trafiła na pierwsze miejsca list przebojów m.in. w Grecji, Polsce i Serbii. W tym samym roku ukazał się jego dwa inne single: „Watching Over You” (z gościnnym udziałem greckiego producenta o pseudonimie Dimension X) i „Do It” (z gościnnym udziałem rumuńskiej piosenkarki Ruby). W 2014 wydał dwa nowe single: „Hey Ma” (z gościnnym udziałem rumuńskiego piosenkarza Alexem Veleą) i „Because of You” (nagrany z cypryjską piosenkarką Katie Bell). 
W 2015 wydał kilka nowych singli: „Who” (nagrany z australijskim piosenkarzem Fady’ego „Faydee” Fatrouniego), „Señorita” (z gościnnym udziałem albańskiego piosenkarza Ermala Mamaqi), „Te quiero” (nagrany z amerykańskim DJ-em Dave’em Audé) i „Come to Papa” (z gościnnym udziałem Alexa Lupy). W 2016 ukazały się jego kolejne utwory: „No Matter What” (nagrany z Dino MFU i Andym Nicolasem) i „Alena”.

## Inspiracje
Claydee jako swoje inspiracje wymienia wykonawców, takich jak m.in. Dr. Dre, Max Martin, RedOne, Scott Storch, Michael Jackson, Ne-Yo, Madonna, Rihanna, Jennifer Lopez i Chris Brown.

## Single
- 2010 – „Call Me”
- 2011 – „Deep Inside”
- 2012 – „Mamacita Buena”
- 2013 – „Sexy Papi”
- 2013 – „Watching Over You” (feat. Dimension X)
- 2013 – „Do It” (feat. Ruby)
- 2014 – „Hey Ma” (feat. Alex Velea)
- 2014 – „Because of You” (Katie Bell feat. Claydee)
- 2015 – „Who” (feat. Faydee)
- 2015 – „Seniorita” (feat. Ermal Mamaqi)
- 2015 – „Te quiero” (z Dave’em Audé)
- 2015 – „Come to Papa” (feat. Alex Lupa)
- 2016 – „No Matter What” (Claydee i Dino MFU, feat. Andy Nicolas)
- 2016 – „Alena”
- 2017 - "Dame Dame" (Lexy Panterra)
- 2018 - "Licky" (Jenn Morel)
- 2018 - "Gitana" (Lil Eddie)
- 2019 - "Loquita" (Eleni Fureira)